# 山口貴由
山口 貴由（やまぐち たかゆき、男性、1966年11月1日 - ）は、日本の漫画家。東京都出身。

## 経歴
高校卒業後、小池一夫主催「劇画村塾」の5期生として2年間在籍。その劇画村塾の雑誌にデビュー作『NOTOUCH』を掲載。その後、1990年に「ジャックポット」誌（リイド社）に『サイバー桃太郎』を連載開始。
その後、リイド社、秋田書店、白泉社の少年誌・青年誌で執筆活動をしている。代表作は『覚悟のススメ』『シグルイ』。
『マカロニほうれん荘』のファンでもあり、1999年には「週刊少年チャンピオン」の特別企画の際、鴨川つばめにリメイクの許可をもらおうとしたところ、鴨川から「自由に描いてよし!」とのお墨付きを貰い、同作品のリメイクを読み切り作品として執筆している。

## 作風
独特なキャラクターと台詞回し、大胆な構図、止め絵の大ゴマ・アオリ文字の多用と、デビューから一貫して山口ならではの美学に貫かれた作風である。手がける作品のどれもが肉体が破壊され、内臓が飛び散るなどのグロテスクな描写がある。また、登場してすぐに死んでしまう人物でも差はあるもののナレーションなどでキャラクターの味付けを行なう。
美形キャラの印象的な長い睫毛は、山口が小学生のころに観劇した、宝塚歌劇団『ベルサイユのばら』の舞台化粧が原点になっている。登場人物のモデルは自分が実際に会った人物を元にしているが、それ以外は憧れを形にしているという。
少年誌に作品を発表していた時期のコメディ描写は、掲載誌が青年誌に移った『蛮勇引力』から急速に減り、一方性的な描写は増えている。2010年に連載が終了した『シグルイ』においては、ギャグ要素は見られない。
描いてきた主要キャラクターが着用しているアーマー類のデザインは、少年時代に見ていた「ミクロマン」などのメタルキャラクターから影響を受けたと『漫道コバヤシ』に客演した際に明かしている。

## 人物
本人曰く、日常生活は手抜きをしており、全ての集中力を漫画に注げられるように心がけているという。漫画家以外の仕事は考えられないとコメントしている。
歌手・堀江美都子の熱烈なファンであり、『覚悟のススメ』でも彼女を元ネタにしたキャラクター「掘江罪子」を登場させた。後に製作されたOVA版では、堀江美都子自身により声を当てられている。また、2007年にアニメ化された『シグルイ』でも近藤涼之介の役に堀江美都子が起用されている。好きなアニメは『カムイの剣』で、堀江の声優出演もある。
公の場では、スカジャンを好んで着衣している。

## 作品リスト
- NO TOUCH - 『COMIC劇画村塾』（1986年）
- LORDLESS FENCERS - 『COMIC劇画村塾』（1986年 - 1987年）
- 陀羅尼クン - 『COMIC劇画村塾』（1987年）、原作：小池一夫
- THE SMASHERS - 『COMIC劇画村塾』（1987年）
- バーミン - 『COMIC劇画村塾』（1987年）
- そして次の朝を待つ - 『COMIC劇画村塾』（1988年）
- 高校生 異種格闘技戦 - 『COMIC劇画村塾』（1988年）
- 吉田事件 - 『COMIC劇画村塾』（1988年）
- 螺旋状の秘密 - 『COMIC劇画村塾』（1988年）
- 変化御用 はらら - 『コミックHAL』（1989年）
- 変化御用 はらら - 『ヤングシュート』（1989年）
  - 『コミックHAL』掲載分とは異なるエピソード
- サイバー桃太郎 - 『ジャックポット』（1990年）
- （新）サイバー桃太郎 - 『ジャックポット』（1991年）
- 平成武装正義団 - 『ジャックポット』（1992年）
- 愛のうさぎ戦士 - 『ジャックポット』（1992年）
- 炎のうさぎ戦士 - 『ジャックポット』（1992年）
- 悪鬼御用ガラン - 『ジャックポット』（1993年）
- 覚悟のススメ - 『週刊少年チャンピオン』（1994年 - 1996年）
- 覚悟のススメ特別編「絶頂天狗の巻」 - 『週刊少年チャンピオン』（1996年）
- 覚悟のススメ特別編「強化外骨格・雫の巻」 - 『週刊少年チャンピオン』（1996年）
- 首をはねろ！ - THE MANHUNTERS - 『週刊少年チャンピオン』（1997年）
- みな殺しのアモール - THE MANHUNTERS 2 - 『週刊少年チャンピオン』（1997年）
- 十五歳の覚悟 - 『週刊少年チャンピオン』（1997年）
  - 「覚悟のススメ特別編」2話、「THE MANHUNTERS」2話、「十五歳の覚悟」は、後に『銃声の子守唄』というタイトルで一つの作品集にまとめられている。
- 悟空道 - 『週刊少年チャンピオン』（1997年 - 2000年）
- マカロニほうれん荘 - 『週刊少年チャンピオン』（1999年）、原作：鴨川つばめ
  - 『週刊少年チャンピオン』での企画作品。
- 蛮勇引力 - 『ヤングアニマル』（2001年 - 2002年）
- シグルイ - 『チャンピオンRED』（2003年 - 2010年）、原作：南條範夫
- エクゾスカル 零 - 『チャンピオンRED』（2010年 - 2015年）
- 開花のススメ - 『チャンピオンRED いちご』（2011年10月05日 (Vol.28) - 2013年12月5日（2014年Vol.41））、作画：苺野しずく
- 魔剣豪画劇 - 『コミック乱ツインズ 戦国武将列伝』（2013年 - 2014年）
- 衛府の七忍 - 『チャンピオンRED』（2015年 - 2020年）
- 劇光仮面 - 『ビッグコミックスペリオール』（2021年[2][3] - ）

## カバーイラスト
- 東哲一郎『最強の声と体を手に入れる！ マッスルボイトレ』（2018年11月24日、ヤマハミュージックメディア）[4]

## イベント
- 山口貴由原画展（2018年8月3日 - 2018年8月19日、大阪画廊モモモグラ）[5]